# Stel
Stel è un personaggio dei fumetti pubblicati dalla DC Comics, un robot extraterrestre dal pianeta Grenda e un membro della forza di polizia intergalattica nota come il Corpo delle Lanterne Verdi, che gli ha affidato il settore spaziale 3009. Comparve per la prima volta in Green Lantern (vol. 2) n. 11 (marzo 1962), e fu creato dallo scrittore John Broome e dall'artista Gil Kane.

## Biografia del personaggio
Stel fu addestrato dal criminale Sinestro, prima che divenisse il più grande nemico di Hal Jordan. Stel servì il Corpo delle Lanterne Verdi attraverso numerose battaglie, inclusi un'evasione dal Pianeta-Prigione dei Guardiani dell'Universo, un'invasione dei Qwardiani, un attacco dall'alleanza di Nekron, Signore dei Non-Morti e del Guardiano ribelle Krona. Fu durante questo confronto che Krona uccise Stel, facendolo a pezzi prima che fosse trovato dai suoi colleghi. Stel diede l'indizio ai suoi compagni con il suo ultimo respiro.; dopo di che, venne portato su Grenda perché gli venisse offerto un funerale da eroe.

### Ritorno
Durante il funerale di Stel, i Krydos, nemici dei Grendani, attaccarono. Il successore di Stel, come Lanterna Verde, giunse per aiutare la popolazione ad avere a che fare con i Krydos, ma fu a sua volta attaccato da un Grendano di nome Yron. Yron credeva che Stel avesse fallito come Lanterna Verde a causa dei vari attacchi subiti dai Grendani da parte dei Krydos. Costringendo la Lanterna Verde a portarlo su Oa, Yron protestò ai Guardiani la loro scelta affermando che lui sarebbe stato un rimpiazzo più adeguato per proteggere il suo pianeta e il suo settore. I Guardiani accettarono e gli diedero un anello del potere. Gli sforzi di Yron di difendere Grenda e di attaccare i Krydos si dimostrò disastroso, e le sue tattiche uccisero numerosi Grendani. Ucciso da un attacco, Yron capì che Stel era una Lanterna migliore, e con il suo ultimo sforzo di volontà riportò Stel in vita. Stel respinse l'attacco dei Krydos e fu venerato come eroe, mentre Yron venne vilificato. Il resuscitato Stel, tuttavia, disse che Yron era un eroe, e volle sapere della vigliaccheria e delle azioni di fuga della popolazione, piuttosto del fallimento di Yron come nuova Lanterna.

### Post-Crisi sulle Terre Infinite
Stel servì nel Corpo durante la Crisi sulle Terre infinite, fino alla discesa di Hal Jordan alla pazzia e la perdita degli anelli. Con la ricostituzione del Corpo, dopo che le Lanterne Verdi rimaste sconfissero Parallax sulla Terra, Stel vi si unì ancora e divenne il compagno di Green Man. Stel aiutò un gruppo di Lanterne sopraffatte, tra cui Soranik Natu, Kyle Rayner, Kilowog, Guy Gardner e le due nuove reclute Isamot Kol e Vath Sarn, quando l'intera squadra, quasi senza potere, dovette affrontare la Gilda dei Ragni.

### Guerra dei Sinestro Corps
Stel fu recentemente dato per distrutto da un'esplosione di anti-materia causata da Green Man sotto controllo mentale. Contro tutte le probabilità, riuscì a sopravvivere al colpo; una volta liberatosi, Green Man riuscì a trovarlo, e insieme si diressero su Mogo per guarire. Stel utilizzò il potere del suo anello per compensare le sue parti mancanti. Quando tornarono, i due e Mogo, si ritrovarono sotto attacco da parte dei Sinestro Corps. Nonostante non avessero la minima probabilità di sopravvivere, anche con una quarta Lanterna, tutti loro furono determinati nel restare a combattere. I rinforzi non tardarono ad arrivare, sebbene nel combattimento che ne seguì, molte Lanterne finirono uccise.
Stel fu visto successivamente deviare i detriti spaziali per continuare a ricostruirsi. Un inevitabile richiamo da Oa lo fermò; Stel e molte altre Lanterne furono inviate nel sistema proibito di Okarran al fine di trovare l'insediamento dei membri del Sinestro Corps. Stel fu visto inseguire un membro del Sinestro Corps fin dentro il sistema Vega, dove entrambi furono attaccati da una Lanterna Arancione. Stel fu ferito in malo modo e inviato su Oa con il simbolo della Lanterna Arancione bruciato sul petto - un messaggio ai Guardiani da parte di Larfleeze.
Dopo gli eventi di La notte più profonda, Kilowog scelse Stel come suo rimpiazzo nel ruolo di sergente istruttore per tutte le nuove reclute del Corpo.

## In altri media
Una Lanterna somigliante a Stel ebbe un ruolo senza battute nell'episodio Il ritorno della serie animata Justice League Unlimited.